# Basis 108
Beim Basis 108 handelte es sich um einen zum Apple II weitgehend kompatiblen Computer (Apple-Clone), der von der Basis Microcomputer GmbH mit Sitz in Münster (nicht mehr existent) hergestellt wurde.
Der Basis 108 integrierte viele Funktionen, die bei einem Apple II erst über Erweiterungskarten nachgerüstet werden mussten. So befand sich neben dem 6502-Prozessor auch ein Z80 auf der Hauptplatine, wodurch die Benutzung von CP/M als Betriebssystem möglich war. Der Textmodus konnte wahlweise 40 × 24 oder 80 × 24 Zeichen darstellen, eine serielle und eine parallele Schnittstelle waren ebenfalls vorhanden. Die Farben des niedrig aufgelösten ("low resolution") Grafikmodus waren farblich sortiert, was zwar vom Aufbau logischer strukturiert war, aber aufgrund der Inkompatibilität der Farbtabelle zum Apple II den Grafikmodus für Apple II-Programme praktisch unbrauchbar machte. Der Arbeitsspeicher von 64 KB konnte auf 128 KB aufgerüstet werden.
Auffallend beim Basis 108 war sein massives und schweres Metallgehäuse. Im Gegensatz zum Apple II war die Tastatur nicht im Gehäuse mit eingebaut, sondern als externe Tastatur ausgeführt. Dafür waren bis zu zwei Diskettenlaufwerke im Gehäuse integriert.
Vom Basis 108 wurden mindestens 25.000 Stück verkauft. Seit Anfang 1983 wurde dieser Rechner ausschließlich in Berlin produziert.